# Corbata colombiana
L'expressió corbata colombiana fa referència a la forma d'assassinat originat durant el període de La Violencia partidista dels anys 1950 i 1960 a Colòmbia, i usada posteriorment per diferents grups i persones, en la qual es talla horitzontalment la gola de la víctima amb un ganivet, un matxet o un altre objecte tallant i la seva llengua és extreta per la ferida oberta. Era una tècnica utilitzada pels "Chulavitas", paramilitars conservadors per a assassinar "chusmeros", "cachiporros" o liberals i comunistes, i així simular la corbata roja que duien com a identificació de la seva simpatia amb el Partit Liberal Colombià i ideologies contràries al partit conservador.
Aquesta forma d'assassinat va ser molt famosa posteriorment gràcies al Càrtel de Medellín, organització de narcotràfic activa entre el 1978 i el 1993 que practicava aquest mitjà de tortura i execució. A més, apareix en diverses escenes de cinema i en sèries. Va ser també mencionat en el judici a O.J. Simpson.